# Macropus
Macropus je rod vrečarjev iz družine Macropodidae. Vanj uvrščamo 14 vrst, ki jih združujemo v 3 podrodove. Sem spadajo vsi kenguruji, valaruji in več vrst valabijev.
- rod Macropus
  - podrod Notamacropus
    - Macropus agilis
    - Macropus dorsalis
    - Macropus eugenii
    - Macropus greyii (izumrl)
    - Macropus irma
    - Macropus parma (več kot 100 let veljal za izumrlega, zdaj ponovno odkrit)
    - Macropus parryi
    - Macropus rufogriseus (rdečevrati kenguru)

  - podrod Osphranter
    - Macropus antilopinus
    - Macropus bernadus
    - Macropus robustus
    - Macropus rufus (veliki rdeči kenguru)

  - podrod Macropus
    - Macropus fuliginosus (zahodni sivi kenguru)
    - Macropus giganteus (vzhodni sivi kenguru)